# وانگنیودون
وانگنیودون (به لاتین: Wangniudun) یک شهرک در جمهوری خلق چین است که در دونگوان واقع شده‌است. وانگنیودون ۳۱٫۵۷ کیلومتر مربع مساحت و ۹۰٬۸۰۰ نفر جمعیت دارد و ۶٫۱ متر بالاتر از سطح دریا واقع شده‌است.